# Ein Schatz zum Verlieben
Ein Schatz zum Verlieben (Originaltitel: Fool’s Gold) ist ein romantischer Abenteuerfilm aus dem Jahre 2008 von Regisseur Andy Tennant, der auch am Drehbuch beteiligt war. Die Hauptrollen spielten Matthew McConaughey und Kate Hudson. Der Film nimmt Bezug auf den Untergang von elf spanischen Galeonen im 18. Jahrhundert vor der Küste Floridas, die einen Schatz von Amerika nach Spanien bringen sollten.

## Handlung
1715 startete eine Schiffsflotte in Veracruz mit einem für die spanische Königin bestimmten Schatz und verschwand sieben Tage später vor Floridas Küste in einem Hurrikan. Der Schatzsucher Ben „Finn“ Finnegan ist davon besessen, den aus vierzig Truhen voller Gold und Juwelen bestehenden Schatz zu finden. Seine geschichtskundige Frau Tess hatte ihm acht Jahre lang geholfen, doch inzwischen ist sie es müde, dem Mythos hinterherzujagen. Nun steht ihre Scheidung unmittelbar bevor. Da entdeckt Finn zusammen mit seinem Freund Alfonz unweit von Key West die Scherbe eines Tellers, auf dessen Boden das Familienwappen eines der Kapitäne der spanischen Flotte zu sehen ist, und hält damit erstmals einen entscheidenden Hinweis auf den Verbleib des Schatzes in den Händen. Allerdings fängt sein Boot währenddessen Feuer, explodiert und sinkt. Der Gangster-Rapper Bigg Bunny ist darüber wenig erfreut, da er Finn rund 62.000 US-Dollar zur Reparatur des Schiffes geliehen hat. Er wird hellhörig, als Finn von der Scherbe berichtet, und behält sie bei sich. Seinen Leuten befiehlt er, Finn zu beseitigen. Diese wollen ihn mit einer Ankerkette um den Fuß über Bord werfen, doch Finn kann sich befreien und flüchten.
Von der Besatzung eines Motorboots aufgenommen, schafft Finn es nicht mehr rechtzeitig zum Scheidungstermin mit Tess, so dass die Scheidung rechtskräftig ist und ihr all seine Vermögenswerte zugeschrieben wurden. Er erzählt ihr von der Scherbe und scheint sie kurzzeitig wieder für die Schatzsuche zu gewinnen, doch als sie erfährt, dass ihr Boot untergegangen ist, läuft sie wütend davon.
Tess will nach Chicago zurückkehren und Geschichte studieren. Um das Geld aufzutreiben, arbeitet sie als Stewardess auf der luxuriösen Yacht des wohlhabenden Nigel Honeycutt, die nahe der Insel vor Anker gegangen ist. Als Finn davon erfährt, beschließt er, Honeycutt davon zu überzeugen, sein neuer Investor zu werden. Indem er den wertvollen Hut von Honeycutts Tochter Gemma rettet, kann er sich Zugang zur Yacht verschaffen. Gemeinsam mit Tess gelingt es ihm, Honeycutt davon zu überzeugen, ihre Suche zu finanzieren. Doch auch Bigg Bunny ist inzwischen auf der Suche nach dem spanischen Schatz und schließt sich mit Finns ehemaligem Mentor Moe Fitch zusammen. Indem Finn und Tess weitere schriftliche Aufzeichnungen in einer alten Kirche interpretieren, kommen sie dahinter, dass der versunkene Schatz damals vom Schiff in eine Grotte der Insel geschafft wurde, welche die meiste Zeit des Jahres durch die Brandung unzugänglich ist. Die Besonderheit der Grotte ist, dass die Brandung ab und zu das Wasser durch ihre kaminartige Öffnung wie eine Fontäne meterhoch nach oben presst und den Zugang somit äußerst gefährlich macht.
Eben als sie diese Erkenntnis erlangen, taucht Bigg Bunny mit seinen Schergen auf. Sie nehmen Tess gefangen und verfolgen Finn, der die Klippen hinunterstürzt und für tot gehalten wird. Bunnys Sicherheitschef Cyrus zwingt Tess, über den Kamin in die Grotte zu klettern und zu prüfen, ob der Schatz dort liegt. Als sie ihm ungewollt den Beweis dafür liefert, lässt er sie in der Grotte zurück, um vom Meer aus hineinzutauchen. Finn, der ins Wasser gestürzt war, kann währenddessen Fitch überzeugen, ihm bei der Rettung von Tess zu helfen. Eben als Cyrus in der Grotte Tess angreift, taucht Finn auf. Sie kämpfen, und als die Brandung erneut das Wasser in die Höhle drückt, wird Cyrus durch den Kamin nach oben geschleudert und getötet. Bunny, der die Szenerie von seinem Wasserflugzeug aus beobachtet hat, greift sich Tess, die eben auftaucht, und fliegt mit ihr davon. Doch Finn schafft es mit Gemmas Hilfe, sich kurz vor dem Start von einem Jet-Ski aus auf einen Schwimmer des Flugzeugs zu schwingen. Nach einem kurzen Kampf in der Luft mit Bunny stürzt dieser ab und Finn kann das Flugzeug in einer Bruchlandung zu Wasser bringen. Noch im Wasser treibend sind Finn und Tess sich einig, erneut heiraten zu wollen.
Schließlich eröffnen Finn, die inzwischen schwangere Tess sowie Alfonz, Fitch, Gemma, Honeycutt und dessen Crew eine Ausstellung, bei welcher der 300 Jahre alte spanische Schatz der Öffentlichkeit präsentiert wird.

## Soundtracks
Ein Schatz zum Verlieben, Musik von George Fenton.
| Nr. | Titel                                      |
| --- | ------------------------------------------ |
| 1.  | Fool's Gold Legend and Main Title          |
| 2.  | Where's the Boat?                          |
| 3.  | Debt Collector (Bigg Bunny)                |
| 4.  | Man Overboard                              |
| 5.  | Late For the Hearing                       |
| 6.  | Where's the Plate?                         |
| 7.  | The Nigel Factor                           |
| 8.  | Saving Gemma's Hat                         |
| 9.  | Aurelia and the Queens Dowry               |
| 10. | The Stand Off (Fool's Gold Theme)          |
| 11. | Sabotaging the Grid                        |
| 12. | Tess's Theme                               |
| 13. | The Day Dive                               |
| 14. | Discovering the Canon                      |
| 15. | The Aurelia Stone                          |
| 16. | Trouble In the Churchyard                  |
| 17. | A Deathtrap                                |
| 18. | Finn To the Rescue                         |
| 19. | The Treasure, the Kidnap and the Sea Plane |
| 20. | A Nice... Soft... Landing (Tess's Theme)   |
| 21. | Sharing the Spoils                         |
| 22. | Love and Affection                         |
| 23. | You Can Get It If You Really Want          |
| 24. | Call Me Thumper                            |
| 25. | Truly Madly Deeply                         |

## Hintergrund
Die Dreharbeiten erstreckten sich vom 1. November 2006 bis in den Mai 2007 und fanden an verschiedenen Orten im australischen Bundesstaat Queensland statt, für einige Szenen wurde auch auf der Bahamainsel Eleuthera gedreht.
Der Inseldrehort am Anfang war die Insel Lizard Island, Australien.
Die Produktionskosten wurden auf rund 70 Millionen US-Dollar geschätzt. Der Film spielte in den Kinos weltweit rund 111 Millionen US-Dollar ein, davon rund 70 Millionen US-Dollar in den USA und rund 2,7 Millionen US-Dollar in Deutschland.
Seine Premiere feierte der Film am 7. Februar 2008 in Australien. Der Kinostart in den USA war am 8. Februar 2008, in Deutschland und der Schweiz am 24. April 2008 sowie einen Tag später in Österreich.
Die Dreharbeiten verzögerten sich, da die Hauptdarsteller aufgrund einer Vielzahl von Würfelquallen daran gehindert wurden, die im Wasser spielenden Szenen fortzusetzen.
Die im Film zu sehende Yacht wurde von Jack W. Sarin entworfen, in Neuseeland gebaut und auf den Namen Keri Lee getauft. Sie bietet Platz für bis zu zwölf Personen und kann für 120.000 US-Dollar pro Woche gechartert werden.

## Kritiken
Auf Rotten Tomatoes wurde der Film bei 139 gezählten Kritiken mit einer Gesamtwertung von lediglich 10 % bewertet, bei der Bewertung unter 30 Top-Kritikern erhielt er sogar die schlechteste Bewertung von 0 %. Der zusammengefasste Konsens lautete: „Mit nur geringer Chemie unter den Darstellern, humorlosen Gags und einer vorhersehbaren Handlung, versagt der Film auf jeder Ebene.“
James Berardinelli schrieb auf Reel Views: Die in der Komödie Wie werde ich ihn los – in 10 Tagen? schon unbeständige Chemie zwischen den Hauptdarstellern ist in diesem Film praktisch komplett verdampft. McConaughey sieht aus wie ein ausgebrannter Surfer, der dringend eine Dusche, eine Rasur und einen Haarschnitt benötigt. Kate Hudson ist etwas flach (was sich auf ihre Darbietung bezieht und nicht auf ihre anderen Attribute), aber das sei die Geschichte ihrer Karriere nach ihrer Rolle als Penny Lane im Film Almost Famous. Beide Hauptdarsteller würden zudem passiv wirken.
Gebhard Hölzl schrieb auf Monsters and Critics: „Schnitzeljagd, Liebesgeschichte, Bademodenschau oder Unterwasser-Abenteuer? Die Autoren John Claflin und Daniel Zelman, bereits für das wegweisende Drehbuch zu Anacondas: Die Jagd nach der Blut-Orchidee verantwortlich, mögen sich nicht so recht entscheiden. Symptomatisch hierfür die (unfreiwillig komische) Szene, in der Finn und Tess erklären, warum das spanische Schiff einst gesunken ist und wo. Zehn Minuten dauert das und danach weiß man als Zuseher genauso viel/wenig wie vorher. […] 'Fool's Gold' heißt der Klamauk im Original, übersetzt so viel wie 'Narrengold' – ob sich der Titel wohl aufs Eintrittsgeld bezieht?“
Das Lexikon des internationalen Films urteilte: „Biedere Mischung aus Screwball-Komödie und Abenteuerfilm, die Genre-Standards variiert, aber trotz schauträchtiger Darsteller und Settings keinen originellen Zugang zum Sujet findet.“
Die Deutsche Film- und Medienbewertung FBW in Wiesbaden verlieh dem Film das Prädikat „wertvoll“: „Erfrischend, wie hier immer wieder auch das Klischee des flotten Dummchens gebrochen wird, um es dann doch wieder zu bedienen, nur um es dann erneut zu brechen. Solche Leichtigkeiten machen diese Komödie nicht unbedingt zu einem Schatz der Filmgeschichte, heben sie aber doch aus dem Einerlei billiger Dutzendkomödien heraus. Dies ist variantenreiches Popcornkino, das funktioniert, niemandem außer den Bösen wirklich weh tut und die Zuschauer fast durchweg sehr gut unterhält.“

## Nominierungen und Auszeichnungen
Kate Hudson erhielt eine Nominierung für den Negativpreis Goldene Himbeere 2009 als Schlechteste Schauspielerin.